# Arixi
A vila do Arixi é uma das 22 comunidades que compõem a circunscrição do município de Anamã, interior do estado do Amazonas, a 168km da capital Manaus.

## Economia
A vila sedia anualmente a Festa da Farinha, promovendo intercâmbio de experiências de cultura e beneficiamento da farinha e sediando a realização de negócios entre produtores e fornecedores, além de eventos culturais.

## Origem do nome
Segundo o escritor e pesquisador Ivany Jamys Ferreira Régis,  o nome "Arixi" tem origem em uma aglutinação gramatical da expressão Nheengatu"Ari uixi".[carece de fontes?] Com fulcro na obra literária de Ermano Stradelli (1852-1926), intitulada: Vocabulário português- Nheengatu  Nheengatu-Português, "ari" e "uixi" têm os os seguintes significados:
Ari - "caído " 
Uixi - "fruta comestível do uixizeiro (árvore de alto porte, que cresce nas terras firmes e vargens altas).
Ou também pode significar:
ARIXY - Estúpido,  tolo.
UARIXY - casta de pequena mucura arbórea, que se deixa pegar facilmente quando dorme enrolada na ponta dos galhos.